# Zambian Airways
Zambian Airways war eine private sambische Fluggesellschaft mit Sitz in Lusaka. Der Hub befand sich am Lusaka International Airport.

## Geschichte

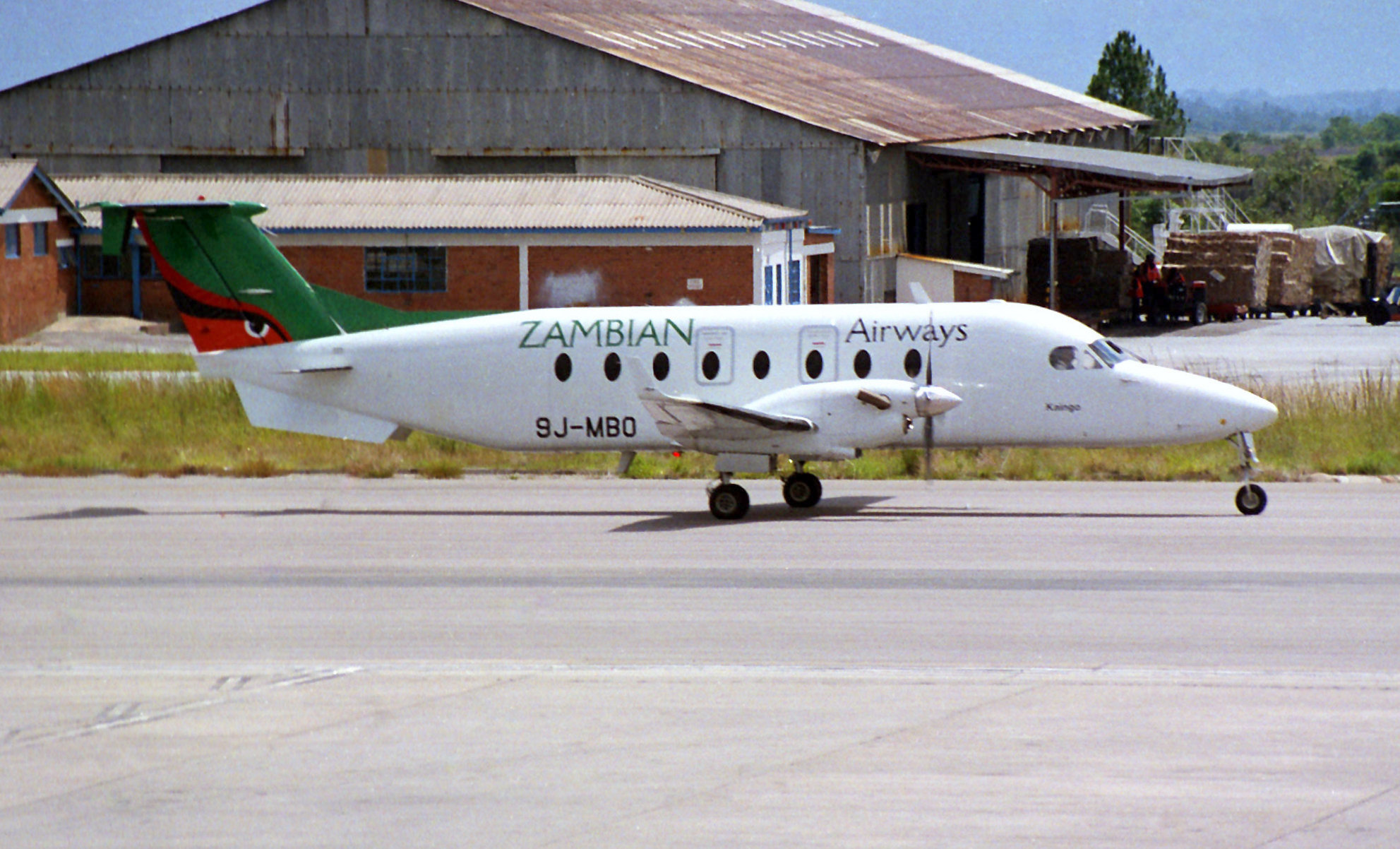
Eine Beech 1900D der Zambian Airways

Im April 1998 wurde die bereits seit 1948 bestehende Fluggesellschaft Mines Air Services aus dem Besitz dem staatlichen Bergbauunternehmen Zambia Consolidated Copper Mines heraus privatisiert und durch die Roan Air Holding übernommen. Die Fluggesellschaft wurde zuerst in Roan Air umbenannt, bevor sie dann im September 1999 den Namen Zambian Airways erhielt.
Roan Air flog Anfang 1999 mit einer Canadair Challenger und einer Beech 1900D. Später flog sie dann mit zwei neu übernommenen Beech 1900D. Im Jahr 2000 wurde Zambia Airways zur nationalen Fluglinie von Zambia. Im selben Jahr ging Roan Air Holding ein Joint Venture mit der südafrikanischen Comair ein. Comair übernahm dadurch 25 % der Geschäftsanteile von Zambia Airways und die Roan Air Holding behielt 75 %.
Ein Hauptgrund für dieses Joint Venture war ein Franchisevertrag mit der British Airways (Comair war bereits Franchisenehmer in Südafrika). Im Jahr 2001 begann unter den British Airways Flugnummern BA6450-6499 der Franchisebetrieb mit dem Namen Zambia Airways operated by Zambian Air Series (ZAS) auf den Routen Lusaka (LUN) bzw. Ndolé (NLA) nach Johannesburg (JNB). Geflogen wurde mit einer von der südafrikanischen Safair gemieteten Boeing 737-200. Zambia Airways trat auch als one affiliate member dem oneworld Fluglinienbündnis bei.
Die Auslastung der Flüge entwickelte sich nicht vorteilhaft und so musste bereits 2002 die Strecke  Ndolé – Johannesburg wieder eingestellt werden. Wenig später folgte dann auch Lusaka – Johannesburg und der Franchisevertrag wurde gelöst.
Zambia Airways betrieb aber weiterhin mit Beech 1900D ein Inlandsflugstreckennetz und die Auslandsverbindung nach Harare (HRE).
Als Versuch in das Interkontinentalgeschäft einzusteigen ging Zambia Airways eine Kooperation mit Air Namibia (SW) ein. Diese flog für kurze Zeit mit Air Namibia und Zambia Airways Flugnummern mit ihrer Boeing 747SP von Windhoek (WDH) über Lusaka (LUN) nach London-Heathrow (LHR).
Im Oktober 2006 hat Zambian Airways zwei Boeing 737-200 von der südafrikanischen Safair erworben und hielt eine Option zum Erwerb einer dritten Maschine dieses Typs für das Frühjahr 2007.
Zambian Airways stellte den Flugbetrieb am 10. Januar 2009 ein, da die Treibstoffkosten enorm gestiegen waren. Zahlreiche Passagiere mit dem Ziel Südafrika kamen wegen der kurzfristigen Mitteilung der Fluggesellschaft in Schwierigkeiten. Ursprünglich gingen zwei Flüge pro Tag nach Südafrika und einige wöchentlich zu anderen Zielen im südlichen Afrika.

## Flugziele
- Nationale Ziele: Chipata, Livingstone (LVI), Lusaka (LUN), Mwinilunga, Ndola (NLA), Kitwe (KIW), Mfuwe (MFU).
- Internationale Ziele: Harare (HRE), Johannesburg (JNB), Dar-es-Salaam,

- gemeinsam mit Air Malawi: Dubai,
- gemeinsam mit Air Namibia: London-Heathrow (LHR) und Windhoek (WDH).

## Flotte
Mit Stand August 2007 bestand die Flotte der Zambian Airways aus vier Flugzeugen:
- 2 Beechcraft 1900D
- 2 Boeing 737-200